# 천구잉
천구잉(陳鼓應, 진고응)은 중국의 철학자이다. 그는 복건성 출신으로 대만 대학 철학과를 졸업해, 그러나 70년대 대만 독립을 지지하는 입장에서 반독재 민주 투쟁의 일환으로 ‘장경국 선생에게 드리는 글’을 쓴 이후, 대만에서 추방당했다. 그 후 미국 캘리포니아 대학에 머무르다 베이징 대학으로 자리를 옮긴 것이다. 그에 따르면, 유학을 중국 철학의 중심으로 보는 것은  역사적·학파적인 편견에 불과한 것이다. 그는 기존의 유학중심의 철학사 서술을 비판하였다. 그는 노자 및 장자 연구로 알려져 있다.